# Västre-Totjärnen
Västre-Totjärnen är en sjö i Norsjö kommun i Västerbotten och ingår i Skellefteälvens huvudavrinningsområde. Sjöns area är 0,037 kvadratkilometer och den befinner sig 315 meter över havet.